# 萨乌尔·切尔尼霍夫斯基
萨乌尔·古特马诺维奇·切尔尼霍夫斯基 (希伯來語：‎ ，俄语：  ; 1875 年 8 月 20 日 - 1943 年 10 月 14 日）是俄罗斯出生的希伯来诗人。他被认为是最伟大的希伯来诗人之一，以自然诗歌为代表，是一位深受古希腊文化影响的诗人。

## 生平
切尔尼霍夫斯基于1875年8月20日出生在陶里达省（现乌克兰扎波罗热州）的米哈伊利夫卡村。他就读于一所现代犹太小学，并在10岁时转到一所世俗俄罗斯学校。 
他于 1890 年至1892年在敖德萨出版了他的第一批诗歌，并活跃于犹太复国主义圈子。 他发表的第一首诗是《在我的梦中》。
从 1929 年到 1930 年，他在美国度过了一段时间。 1931年移居英属巴勒斯坦托管地并永久定居。 
他与俄罗斯出生的基督徒梅拉尼娅 · 卡尔洛娃结婚 。梅拉尼娅 · 卡尔洛娃拒绝了巴勒斯坦犹太人同胞要求她皈依犹太教的所有要求。 切尔尼霍夫斯基和卡尔洛娃生了一个女儿，伊索尔达。
他是耶路撒冷克劳斯纳家族的朋友，包括长大后成为小说家阿莫斯 · 奥兹的孩子，对他来说，他是“萨乌尔叔叔”。
1943年10月14日，萨乌尔·切尔尼霍夫斯基在耶路撒冷去世。

## 医学生涯
从1899年到1906年，他在海德堡大学学习医学，并在洛桑完成了他的医学研究。从那时起，他将作为医生的活动与作为诗人的活动混合在一起。完成学业后，他回到乌克兰，在哈尔科夫和基辅执业。在第一次世界大战中，他在明斯克和圣彼得堡担任军医。 
切尔尼霍夫斯基曾担任特拉维夫荷兹利亚希伯来高中的医生，他曽在晚年担任特拉维夫学校的校医。

## 文学生涯

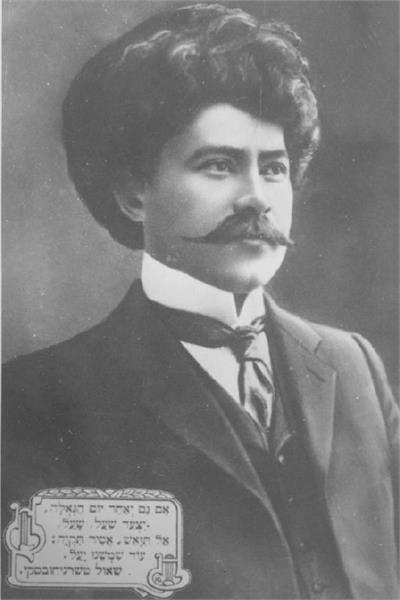
年轻时的萨乌尔·切尔尼霍夫斯基

### 诗歌

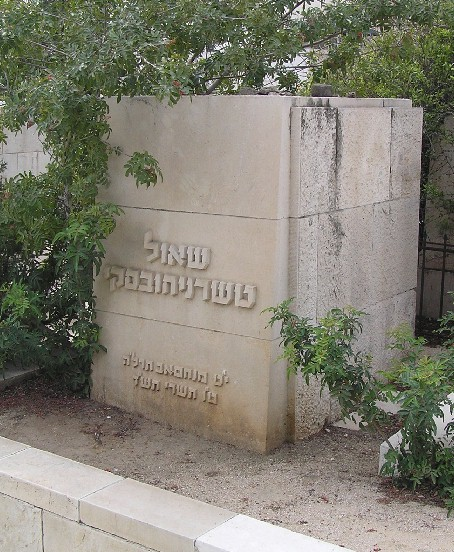
切尔尼霍夫斯基在特拉维夫的坟墓

切尔尼可夫斯基的诗歌融合了犹太文化遗产和世界文化遗产的影响。他在关于扫罗王的诗“在恩多”中写了关于希伯来语的主题。扫罗来到恩多的女巫面前，后者戏剧性地描述了扫罗在生命尽头时的状况。切尔尼霍夫斯基特别认同扫罗这个角色，也许是因为他自己的名字。他在诗中进一步描述了扫罗和他的儿子们在吉尔波山上的惨败。相比之下，在“阿波罗雕像前”这首诗中，诗人证明了他对希腊文化的亲和力，认同它所代表的美，甚至向它致敬。
切尔尼霍夫斯基是最认同十四行诗的希伯来诗人。他介绍了十四行诗的王冠（希伯來語：‎  ) 进入希伯来语作为由十五首十四行诗组成的“十四行诗”，其中最后的十四行诗由其他十四首十四行诗的前几行组成。他的每一首十四行诗都涉及一个特定的主题，例如《血上》或《向太阳》。
即使对世界文化充满热情，切尔尼可夫斯基也认同他的人民的命运。作为对大屠杀的回应，他写了《蒂尔蒙耶的被杀者》和《蠕虫之歌》这首诗，表达了他内心对犹太人悲惨命运的苦诉。
在他生命的尽头，他从童年的角度创作了一些以图像为中心的诗歌。这些诗，恰如其分地称为田园诗，被许多人认为是他最精彩的诗作。有些人甚至认为，切尔尼霍夫斯基的田园诗是所有用希伯来语写成的田园诗的典范和典范。
他的许多诗歌都被最优秀的希伯来流行作曲家谱曲，如尤尔·安吉尔和那鸿·纳尔迪。创作歌手也将他的歌词配成音乐，就像什洛·莫阿齐为《他们说那里有一片土地》 (希伯来语： אומרים ישנה ארץ，omrim yeshna eretz ) 所做的那样，乔尔 · 恩格尔和米基 · 加夫列洛夫的编曲中也是广为人知的。《哦，我的土地，我的家乡》( 希伯來語：‎，hoy artzi moladeti ) 在米基 · 加夫列洛夫和娜奥米 · 舍默的编曲中更为人所知。三只珍妮驴 （希伯來語：‎ ，Shalosh atonot ) 也成为流行歌曲。
从 1925 年到 1932 年，他是哈特库法报纸的编辑之一。他还编辑了希伯来百科全书中关于医学的部分。

### 翻译
切尔尼霍夫斯基也以熟练的翻译而闻名。 他对荷马的《伊利亚特》和《奥德赛》的翻译尤其获得了认可。他还翻译了索福克勒斯、贺拉斯、莎士比亚、莫里哀、普希金、歌德、海涅、拜伦、雪莱、《卡勒瓦拉》、吉尔伽美什史诗、冰岛埃达等。

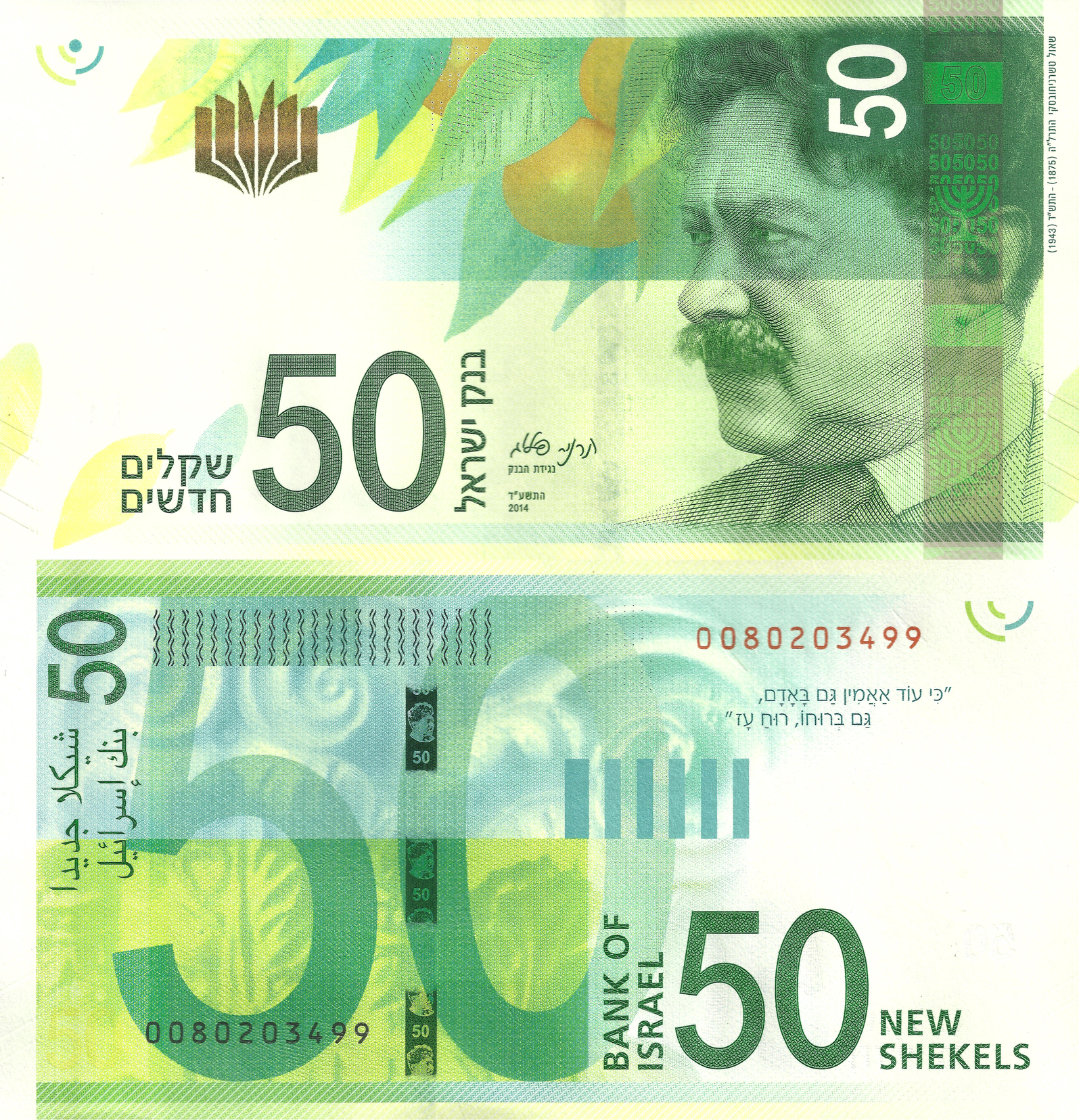
50新谢克尔纸币上的切尔尼霍夫斯基

### 编辑和语言学
他积极参与作家组织和希伯来语委员会的成员。他还是希伯来医学和自然科学术语手册的编辑。

## 奖项和认可
切尔尼霍夫斯基在 1940 年（与Zelda Mishkovsky共同）和 1942 年（与Haim Hazaz共同）两次获得拜力克文学奖。 
在他去世后，特拉维夫市政府以他的名义设立了模范翻译奖。特拉维夫的一所学校以他的名字命名，以色列希伯来作家协会的中心也是如此。以色列的许多其他城镇也以他的名字命名街道和学校。
2011 年，萨乌尔·切尔尼霍夫斯基与利亚·戈德堡 、 雷切尔·布鲁斯坦和内森 · 奥特曼被选为四位肖像将以以色列货币发行的以色列诗人之一；  50 NIS纸币于 2014 年 9 月 10 日公布。 
在以色列的几个城市，如耶路撒冷、特拉维夫、佩塔提克瓦、拉阿纳纳和卡法萨巴，都有以他命名的街道。